# Municipio de Purcell
El municipio de Purcell (en inglés: Purcell Township) es un municipio ubicado en el condado de Mountrail en el estado estadounidense de Dakota del Norte. En el año 2010 tenía una población de 58 habitantes y una densidad poblacional de 0,62 personas por km².

## Geografía
El municipio de Purcell se encuentra ubicado en las coordenadas 48°14′50″N 102°21′11″O / 48.24722, -102.35306. Según la Oficina del Censo de los Estados Unidos, el municipio tiene una superficie total de 93.01 km², de la cual 91,94 km² corresponden a tierra firme y (1,15 %) 1,07 km² es agua.

## Demografía
Según el censo de 2010, había 58 personas residiendo en el municipio de Purcell. La densidad de población era de 0,62 hab./km². De los 58 habitantes, el municipio de Purcell estaba compuesto por el 100 % blancos. Del total de la población el 0 % eran hispanos o latinos de cualquier raza.